# 黄旭初故居 (桂林市)
黄旭初故居位于中国广西壮族自治区桂林市叠彩区龙珠路，为民国22年至民国38年黄旭初在桂林的寓所。该建筑为砖木结构，中西合璧，共有两层，院内面积为1500平方米，建筑面积为235平方米，每层均有6间房。1987年公布为桂林市文物保护单位。